# Whirinaki (fleuve)
Le fleuve Whirinaki  (en anglais : Whirinaki River ) est un cours d’eau de la région du  Northland de l’île du Nord de la Nouvelle-Zélande .

## Géographie
Il s’écoule vers le nord-ouest à partir de la forêt de Waima pour atteindre son embouchure au niveau du port d'Hokianga.